# 宮崎縣已廢除的市町村列表
宮崎縣已不存在市町村列表包括宮崎縣實行市制及町村制（1889年5月1日）後，因為市町村合併而被廢除的市町村。不包括只是更改名稱的市町村。
- 實行「町制」、「市制」的町市的情況下：
  - 改制的「市町村」不包括在列表中。（例：蝦野町 → 蝦野市）
  - 町制、市制施行期間改名的市町村不包括在列表中。
- 改名的市町村不包括在列表中。
- 改變縣轄的市町村不包括在列表中。
- 市町村因合併而被廢除的情況下：
  - 編入合併市町村時，仍然存在地市町村不包括在列表中。
  - 編入合併市町村時，廢除的市町村包括在列表中。
  - 新設合併市町村時，廢除的市町村包括在列表中。
  - 新設合併市町村時，名稱保留的市町村但與舊轄址不同的包括在列表中。（例：舊・小林市 → 新・小林市）
- 分割與分立的情況下：
  - 分割而被廢除的市町村包括在列表中。
  - 分立後仍然存在的市町村不包括在列表中。（例：野尻村分立出紙屋村，野尻村仍然存在）

| 年            | 市數 | 町數 | 村數 | 市町村數 |
| ------------- | ---- | ---- | ---- | -------- |
| 1888年        |      |      |      | 393      |
| 1889年5月1日  | 0    | 5    | 95   | 100      |
| 1950年5月3日  | 5    | 23   | 58   | 86       |
| 1962年4月1日  | 8    | 26   | 16   | 50       |
| 2000年1月1日  | 9    | 28   | 7    | 44       |
| 2010年3月23日 | 9    | 14   | 3    | 26       |

## 1899年以前
- 宮崎郡北清武村 （1891年7月4日）宮崎郡新設清武村
- 宮崎郡南清武村 （1891年7月4日）宮崎郡新設清武村

## 1900年－1919年
20年內縣裡沒有市町村被廢除

## 1920年－1929年
- 宮崎郡宮崎町 （1924年4月1日）新設宮崎市
- 宮崎郡大淀町 （1924年4月1日）新設宮崎市
- 宮崎郡大宮村 （1924年4月1日）新設宮崎市

## 1930年－1939年
- 東臼杵郡（舊）延岡町 （1930年4月1日）東臼杵郡新設延岡町
- 東臼杵郡恆富村 （1930年4月1日）東臼杵郡新設延岡町
- 東臼杵郡岡富村 （1930年4月1日）東臼杵郡新設延岡町
- 宮崎郡檍村 （1932年4月20日）編入宮崎市
- 北諸縣郡五十市村 （1936年5月20日）編入都城市
- 北諸縣郡沖水村 （1936年5月20日）編入都城市
- 東臼杵郡伊形村 （1936年10月25日）編入延岡市
- 東臼杵郡東海村 （1936年10月25日）編入延岡市
- 東臼杵郡細島町 （1937年10月1日）東臼杵郡新設富島町
- 東臼杵郡富高町 （1937年10月1日）東臼杵郡新設富島町
- 兒湯郡上江村 （1938年10月1日）編入兒湯郡高鍋町

## 1940年－1949年
- 宮崎郡赤江町 （1943年4月1日）編入宮崎市

## 1950年－1959年
- 南那珂郡油津町 （1950年1月1日）日南市新設
- 南那珂郡飫肥町 （1950年1月1日）新設日南市
- 南那珂郡吾田町 （1950年1月1日）新設日南市
- 南那珂郡東鄉村 （1950年1月1日）新設日南市
- 西臼杵郡七折村 （1951年1月1日）西臼杵郡新設日之影町
- 西臼杵郡岩井川村 （1951年1月1日）西臼杵郡新設日之影町
- 南那珂郡（舊）福島町 （1951年1月1日）南那珂郡新設福島町
- 南那珂郡北方村 （1951年1月1日）南那珂郡新設福島町
- 東諸縣郡倉岡村 （1951年3月25日）編入宮崎市
- 宮崎郡青島村 （1951年3月25日）編入宮崎市
- 宮崎郡木花村 （1951年3月25日）編入宮崎市
- 宮崎郡瓜生野村 （1951年3月25日）編入宮崎市
- 東臼杵郡富島町 （1951年4月1日）新設日向市
- 東臼杵郡岩脇村 （1951年4月1日）新設日向市
- 南那珂郡福島町 （1954年11月3日）新設串間市
- 南那珂郡大束村 （1954年11月3日）新設串間市
- 南那珂郡市木村 （1954年11月3日）新設串間市
- 南那珂郡本城村 （1954年11月3日）新設串間市
- 南那珂郡都井村 （1954年11月3日）新設串間市
- 兒湯郡美津町 （1955年1月1日）編入日向市
- 西諸縣郡野尻村 （1955年2月11日）西諸縣郡新設野尻町
- 西諸縣郡紙屋村 （1955年2月11日）西諸縣郡新設野尻町
- 南那珂郡細田町 （1955年2月11日）編入日南市
- 南那珂郡鵜戶村 （1955年2月11日）編入日南市
- 兒湯郡妻町 （1955年4月1日）兒湯郡新設西都町
- 兒湯郡上穗北村 （1955年4月1日）兒湯郡新設西都町
- 東臼杵郡南方村 （1955年4月1日）編入延岡市
- 東臼杵郡南浦村 （1955年4月1日）編入延岡市
- 東諸縣郡（舊）高岡町 （1955年4月1日）東諸縣郡新設高岡町
- 東諸縣郡穆佐村 （1955年4月1日）東諸縣郡新設高岡町
- 宮崎郡（舊）佐土原町 （1955年4月1日）宮崎郡新設佐土原町
- 宮崎郡那珂村 （1955年4月1日）宮崎郡新設佐土原町
- 南那珂郡酒谷村 （1956年4月1日）編入日南市
- 南那珂郡榎原村 （1956年4月1日）分割並分別編入日南市及南那珂郡南鄉町
- 北諸縣郡 （1956年7月15日）北諸縣郡新設莊內町
- 北諸縣郡西岳村 （1956年7月15日）北諸縣郡新設莊內町
- 西臼杵郡鞍岡村 （1956年8月1日）西臼杵郡新設五瀨町
- 西臼杵郡三所村 （1956年8月1日）西臼杵郡新設五瀨町
- 西臼杵郡（舊）高千穗町 （1956年9月30日）西臼杵郡新設高千穗町
- 西臼杵郡田原村 （1956年9月30日）西臼杵郡新設高千穗町
- 西臼杵郡岩戶村 （1956年9月30日）分割並分別編入西臼杵郡新設高千穗町及西臼杵郡日之影町
- 東諸縣郡本莊町 （1956年9月30日）東諸縣郡國富町新設
- 東諸縣郡八代村 （1956年9月30日）東諸縣郡國富町新設
- 北諸縣郡志和池村 （1957年3月1日）編入都城市
- 東諸縣郡木脇村 （1957年3月31日）編入東諸縣郡國富町
- 宮崎郡住吉村 （1957年10月1日）編入宮崎市
- 兒湯郡都於郡村 （1958年4月1日）編入兒湯郡西都町
- 兒湯郡三納村 （1958年4月1日）町編入兒湯郡西都
- 宮崎郡（舊）佐土原町 （1958年4月1日）宮崎郡新設佐土原町
- 宮崎郡廣瀨町 （1958年4月1日）宮崎郡新設佐土原町
- 兒湯郡新田村 （1959年3月31日）兒湯郡新設新富町
- 兒湯郡富田村 （1959年3月31日）兒湯郡新設新富町

## 1960年－1969年
- 兒湯郡三財村 （1962年4月1日）編入西都市に
- 兒湯郡東米良村 （1962年4月1日）分割並分別編入兒湯郡木城村及兒湯郡西都市
- 宮崎郡生目村 （1963年4月1日）編入宮崎市
- 北諸縣郡莊內町 （1965年4月1日）編入都城市
- 西諸縣郡飯野町 （1966年11月3日）西諸縣郡新設蝦野町
- 西諸縣郡加久藤町 （1966年11月3日）西諸縣郡新設蝦野町
- 西諸縣郡真幸町 （1966年11月3日）西諸縣郡新設蝦野町
- 北諸縣郡中鄉村 （1967年3月3日）編入都城市
- 西臼杵郡上野村 （1969年4月1日）編入西臼杵郡高千穗町

## 1970年－1999年
30年內縣裡沒有市町村被廢除

## 2000年－
- 舊・都城市 （2006年1月1日）新設都城市
- 北諸縣郡高崎町 （2006年1月1日）新設都城市
- 北諸縣郡高城町 （2006年1月1日）新設都城市
- 北諸縣郡山田町 （2006年1月1日）新設都城市
- 北諸縣郡山之口町 （2006年1月1日）新設都城市
- 東臼杵郡南鄉村 （2006年1月1日）東臼杵郡新設美鄉町
- 東臼杵郡西鄉村 （2006年1月1日）東臼杵郡新設美鄉町
- 東臼杵郡北鄉村 （2006年1月1日）東臼杵郡新設美鄉町
- 東諸縣郡高岡町 （2006年1月1日）編入宮崎市
- 宮崎郡田野町 （2006年1月1日）編入宮崎市
- 宮崎郡佐土原町 （2006年1月1日）編入宮崎市
- 東臼杵郡北方町 （2006年2月20日）編入延岡市
- 東臼杵郡北浦町 （2006年2月20日）編入延岡市
- 東臼杵郡東鄉町 （2006年2月25日）編入日向市
- 舊・小林市 （2006年3月20日）新設小林市
- 西諸縣郡須木村 （2006年3月20日）新設小林市
- 東臼杵郡北川町 （2007年3月31日）編入延岡市
- 舊・日南市 （2009年3月30日）新設日南市
- 南那珂郡北鄉町 （2009年3月30日）新設日南市
- 南那珂郡南鄉町 （2009年3月30日）新設日南市
- 宮崎郡清武町 （2010年3月23日）編入宮崎市
- 西諸縣郡野尻町 （2010年3月23日）編入小林市